# 奧克馬爾吉
奧克馬爾吉（英語：Okmulgee）位於美国奧克拉荷馬州奧克馬爾吉縣，是該縣的縣治，座落於州內第二大城塔爾薩南方約61公里，人口11,322人。奧克馬爾吉是北美原住民馬斯科吉人的主要定居點。